# 臣狭山命
臣狭山命（おみさやまのみこと）は、古墳時代の豪族・中臣氏の祖。

## 概要
異表記として『常陸国風土記』に中臣巨狭山命（なかとみのおおさやまのみこと）、『続日本紀』には意美佐夜麻がある。
『常陸国風土記』香嶋郡条に鹿島神宮の御船祭の起源として登場する。同条によると、倭武天皇の御代に、天之大神が臣狭山命に御舟を（もって天皇に）仕えるよう託宣し、臣狭山命はこれに従ったとされる。大神は夜が明けると「舟は海に置いた」と言い、臣狭山命がこれを探すと、舟は岡の上にあった。大神は「舟は岡の上に置いた」と言い、これを探すと今度は海に舟があった。このやり取りを繰り返す内に、臣狭山命はとうとう恐れ畏んで新たに長さ二丈余の舟三隻造らせて献上したとされる。
『続日本紀』では天御中主命の二十世・伊賀津臣の父として登場する。
『新撰姓氏録』では津速魂命の十三世孫、天児屋根命の十世孫とされ、中臣酒人宿祢、中臣高良比連の祖とされる。
狭山神社で配祀神として祀られる。

## 系譜
父は国摩大鹿島命であり、子に雷大臣命がいるとされる。